# Мартін Гінтон
Мартін Алістер Кемпбелл Хінтон (англ. Martin Alister Campbell Hinton, 1883–1961) — британський зоолог.

## Кар'єра
Хінтон приєднався до штату Музею природної історії в 1910 році, працюючи над ссавцями, зокрема гризунами. У 1927 році він став заступником доглядача зоології, а в 1936 році – доглядачем, а в 1945 році вийшов на пенсію.
Хінтон є одним із тих, хто пов’язаний з містифікацією Пілтдаунської людини, композиції зміненого людського черепа та щелепи мавпи, підсадженої, а згодом «виявленої» на розкопках у Пілтдауні, Англія, і представленої як відсутня ланка між людиною та мавпою.

## Нагороди
- 1916: Фонд Лайєлла Лондонського геологічного товариства за його роботу про плейстоценових ссавців
- 1922: Нагорода Фулертона від Асоціації геологів
- 1934: член Королівського товариства

## Статті
- The Pleistocene deposits of the Ilford and Wanstead district. In: Proceedings of the Geologists' Association. 16 (6), 1900, P. 271–281, doi:10.1016/S0016-7878(00)80047-4
- з Альфредом Сантером Кеннардом: The relative ages of the Stone Implements of the Lower Thames Valley. In: Proceedings of the Geologists' Association. 19 (2), 1905, P. 76–100, doi:10.1016/S0016-7878(05)80061-6
- A preliminary account of the British Fossil Voles and Lemmings; with some remarks on the pleistocene climate and geography. In: Proceedings of the Geologists' Association. 21 (10), 1910, P. 489–507, doi:10.1016/S0016-7878(10)80028-8
- The British Fossil Shrews. In: Geological Magazine. 8 (12), 1911, P. 529–539, doi:10.1017/S0016756800117625
- The Pleistocene Mammalia of the British Isles and Their Bearing upon the Date of the Glacial Period. In: Proceedings of the Yorkshire Geological Society. 20 (3), 1926, P. 325–348, doi:10.1144/pygs.20.3.325
- Stranded whales at Dornoch Firth. In: Natural History Magazine. 1, 1928, P. 131–138.
- Diagnoses of new genera and species of rodents from Indian Tertiary Deposits. In: Annals and Magazine of Natural History. 12 (72), 1933, P. 620–622, doi:10.1080/00222933308673728